# Curt Lindström
Temple de la renommée finlandais : 2003
Curt Lindström (né le 26 novembre 1940) est un entraîneur suédois de hockey sur glace.

## Carrière internationale
Après avoir été entraîneur-adjoint de l'Équipe de Suède de hockey sur glace pendant les Coupes Canada 1981 et 1984, il fut l'entraîneur-chef de l'Équipe de Finlande de hockey sur glace de 1993 à 1997 et la mena à la médaille d'or lors du Championnat du monde de hockey sur glace 1995. Il fut également entraîneur de l'Équipe de Lettonie de hockey sur glace notamment lors des Jeux olympiques de 2002 où elle termina neuvième et du Championnat du monde de hockey sur glace 2004 où elle s'inclina en quart-de-finale contre la suède.

## Carrière en club
Il entraîna l'Ilves Tampere dans la SM-Liiga durant la saison 2004-05 où il mena l'équipe jusqu'aux quarts-de-finale. En novembre 2005, il signa un contrat pour terminer la saison avec le Jokerit Helsinki, en remplacement de Waltteri Immonen. L'équipe ne se qualifia pas pour les séries et son contrat ne fut pas reconduit pour la saison suivante.

## Honneurs et trophées
- Vainqueur du Championnat du monde de hockey sur glace 1995.
- Intronisé au Temple de la renommée du hockey finlandais avec le numéro 148 en 2003.